# Ormosia nyctopoda
Ormosia nyctopoda is een tweevleugelige uit de familie steltmuggen (Limoniidae). De soort komt voor in het Oriëntaals gebied.